# Ingrid Puller

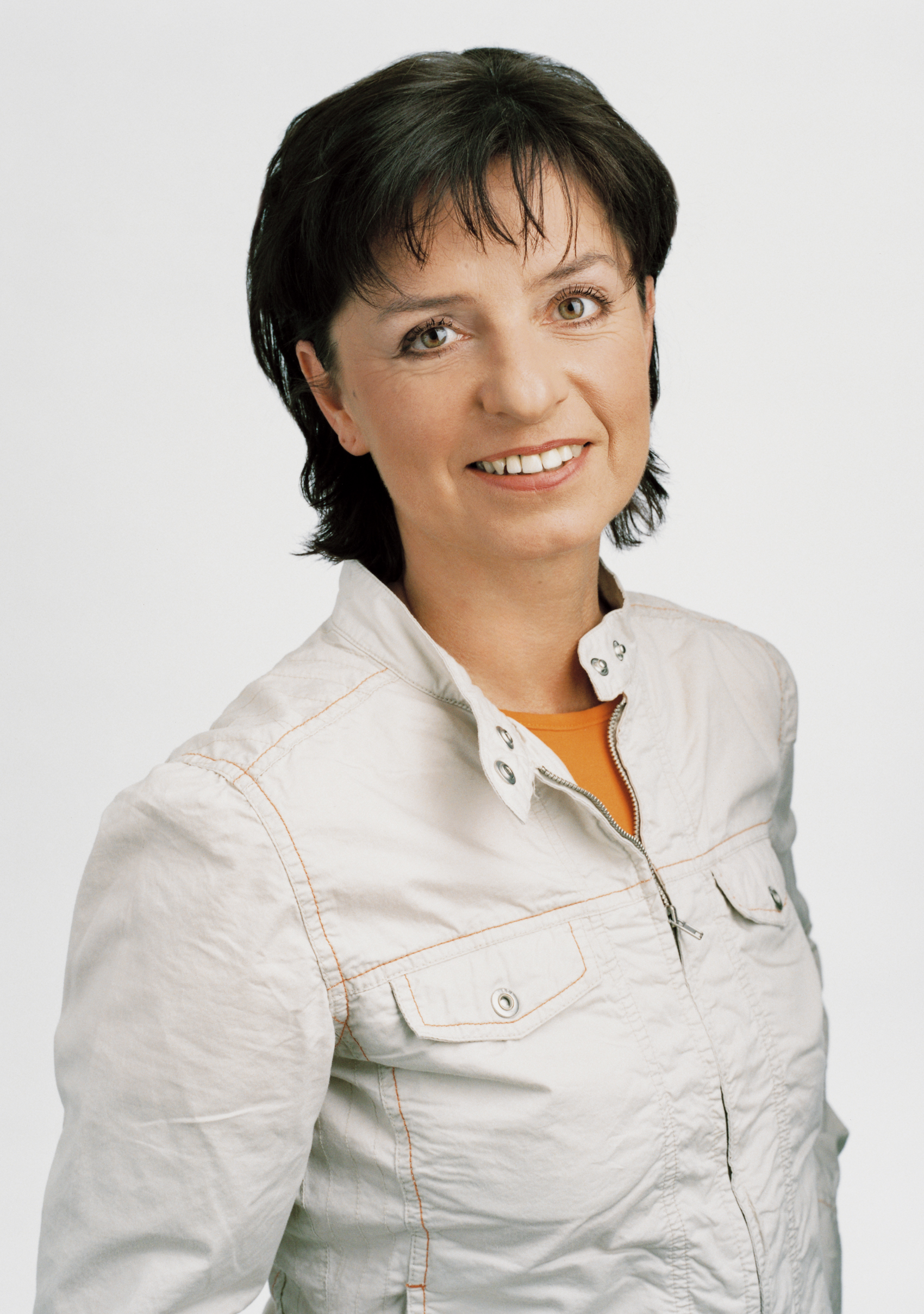
Ingrid Puller

Ingrid Puller (* 11. September 1961 in Wien) ist eine österreichische Politikerin (Grüne). Sie war von 2005 bis 2010 und von September 2014 bis November 2015 Gemeinderätin und Abgeordnete zum Wiener Landtag.

## Schulische und berufliche Laufbahn
Ingrid Puller besuchte Volks- und Hauptschule und im Anschluss eine einjährige Handelsschule. Sie verfügt über eine abgeschlossene Bürokaufmannslehre, die sie in einer Tischlerei sowie in einem Verlag absolvierte. Sie war Projektbearbeiterin in der VEW (Vereinigte Edelstahlwerke) und danach im Gastgewerbe tätig, wo sie auch über eine  Konzession verfügt. Zwei Jahre lang führte sie ein Innenstadtlokal in Wien. Nach der Geburt ihrer Kinder arbeitet Puller seit 1997 als Straßenbahnfahrerin.

## Politische Laufbahn
Puller engagierte sich als Straßenbahnfahrerin ab 1998 als Personalvertreterin bei den Wiener Linien. Zwischen 2001 und 2005 war sie Bezirksrätin der Grünen Wieden, und 2005 Arbeiterkammerrätin der AUGE/UG. Von 18. November 2005 bis 24. November 2010 vertrat sie die Grünen als Abgeordnete im Wiener Landtag und Gemeinderat. Ihre politischen Schwerpunkte lagen nach eigenen Angaben im Bereich öffentlicher Verkehr, Frauen, KonsumentInnenschutz und Personal. Seit 2010 war sie erneut Bezirksrätin der Grünen auf der Wieden und wurde am 24. September 2014 wieder als Mitglied des Wiener Gemeinderates angelobt.
2015 wurde sie von der Grünen Basis abgewählt.